# Oseltamivir
Oseltamivir, được bán dưới tên Tamiflu, là một loại thuốc chống vi-rút được sử dụng để điều trị và ngăn ngừa cúm A và cúm B. Nhiều tổ chức y tế khuyên dùng nó ở những người bị biến chứng hoặc có nguy cơ biến chứng cao trong vòng 48 giờ kể từ khi có triệu chứng nhiễm trùng đầu tiên. Các tổ chức này đề nghị dùng Oseltamivir để ngăn ngừa nhiễm trùng ở những người có nguy cơ cao, nhưng không phải là dân số nói chung. CDC khuyến nghị các bác sĩ lâm sàng sử dụng theo ý mình để điều trị cho những người có nguy cơ thấp hơn xuất hiện trong vòng 48 giờ kể từ khi có triệu chứng nhiễm trùng đầu tiên. Nó được uống bằng miệng, dưới dạng thuốc viên hoặc chất lỏng.
Các khuyến nghị liên quan đến oseltamivir đang gây tranh cãi cũng như những chỉ trích về các khuyến nghị. Một đánh giá của Cochrane năm 2014 đã kết luận rằng oseltamivir không làm giảm việc nhập viện và không có bằng chứng về việc giảm các biến chứng của bệnh cúm. Hai phân tích tổng hợp đã kết luận rằng lợi ích dùng thuốc ở những người khỏe mạnh không bù lại được rủi ro của thuốc. Họ cũng tìm thấy ít bằng chứng liên quan đến việc liệu điều trị có làm thay đổi nguy cơ nhập viện hoặc tử vong ở những người có nguy cơ cao hay không. Tuy nhiên, một phân tích tổng hợp khác cho thấy oseltamivir có hiệu quả để phòng ngừa cúm ở cấp độ cá nhân và hộ gia đình.
Các tác dụng phụ thường gặp bao gồm nôn mửa, tiêu chảy, nhức đầu và khó ngủ. Các tác dụng phụ khác có thể bao gồm các triệu chứng tâm thần và co giật. Ở Hoa Kỳ, việc sử dụng thuốc này được khuyến khích khi nhiễm cúm trong thai kỳ. Nó đã được thực hiện bởi một số ít phụ nữ mang thai mà không có vấn đề gì. Điều chỉnh liều có thể cần thiết ở những người có vấn đề về thận.
Oseltamivir đã được chấp thuận cho sử dụng y tế tại Hoa Kỳ vào năm 1999. Đó là chất ức chế neuraminidase đầu tiên vào cơ thể qua miệng. Nó nằm trong danh sách bổ sung của Danh sách các loại thuốc thiết yếu của Tổ chức Y tế Thế giới, cho thấy tỷ lệ lợi ích chi phí thấp hơn. Một phiên bản thuốc gốc đã được phê duyệt tại Hoa Kỳ vào năm 2016. Tính đến năm 2014, chi phí bán buôn ở các nước đang phát triển là khoảng 4,27 đô la Mỹ mỗi ngày. Chi phí bán buôn cho một đợt điều trị tại Hoa Kỳ là khoảng US $ 54,00 vào năm 2019. Trong năm 2016, đây là loại thuốc được kê đơn nhiều thứ 249 tại Hoa Kỳ với hơn một triệu đơn thuốc.